# Тон (мовознавство)
Тон — надсегментна одиниця мовлення; носієм тону виступає голосний звук, але в деяких мовах можуть і приголосні.
Акустичним корелятом тону є так звана частота основного тону (ЧОТ), що визначається частотою вібрації голосових зв'язок. З акустичної точки зору ЧОТ — це перша гармоніка мовного сигналу. У кожного мовця базова частота основного тону індивідуальна і обумовлена особливостями будови гортані.
Підвищення ЧОТ сприймається слухачем як підвищення тону. Важливо, що сприймається в першу чергу відносна висота мовлення порівняно з середнім значенням для певного мовця: в абсолютних показниках низький тон, вимовлений жінкою, може бути вищим за «чоловічий високий».
В середньому для чоловічого голосу частота основного тону становить від 80 до 200 Гц, для жіночого — від 150 до 320 Гц. Поняття тонеми пов'язане з функціональним навантаженням цього явища і визначається тональним (мелодичним) контуром, який буває висхідним, спадним, висхідно-спадним, спадно-висхідним. Залежно від контуру передаються різного роду значеннєві відтінки, наприклад, розрізнення комунікативних типів висловлювання (розповідь-спонукання-запитання).